# Padma Bhushan
Il Padma Bhushan (in hindi पद्म भूषण, Ordine del loto) è la terza più alta onorificenza civile della Repubblica indiana dopo il Bharat Ratna e il Padma Vibhushan (prima del Padma Shri). Viene conferito tutti gli anni dal 1954 dal presidente della repubblica in occasione del Giorno della Repubblica, il 26 gennaio per meriti scientifici, politici, culturali che abbiano portato prestigio alla nazione indiana. Al settembre 2018 sono state assegnate 1.241 medaglie.

## Premiati (selezione)
- 1954: Homi Jehangir Bhabha, Husain Ahmad Madani, M. S. Subbulakshmi
- 1956: Rukmini Devi Arundale, Dhyan Chand, Mahadevi Varma
- 1958: K. P. S. Menon, Darashaw Nosherwan Wadia, A. C. Narayanan Nambiar, Rustom Jal Vakil
- 1959: Ali Yavar Jung, Tenzing Norgay, Pammal Sambandha Mudaliar
- 1960: Kazi Nazrul Islam, Vithalrao Nagesh Shirodkar
- 1961: K. Venkataraman
- 1963: T. R. Seshadri
- 1964: R. K. Narayan, Mohammed Abdullah
- 1965: Jayant Vishnu Narlikar, Satyajit Ray
- 1966: Zubin Mehta, Vikram Sarabhai, Homi Nusserwanji Sethna
- 1967: Mulk Raj Anand, Ravi Shankar, Ali Akbar Khan
- 1968: C. R. Rao, M. C. Modi, Sam Manekshaw, Bismillah Khan, Waman Bapuji Metre
- 1969: Prithviraj Kapoor, Lata Mangeshkar, Raja Rao
- 1970: Buddhadeva Bose, Sombhu Mitra, Ahmed Jan Thirakwa, M. S. Krishnan
- 1971: Raj Kapoor, D. K. Pattammal, Gangubai Hangal
- 1972: Jagjit Singh Aurora, M. S. Swaminathan, Birendra Nath Sircar, Chandrika Prasad Srivastava
- 1973: Maqbul Fida Husain, Raja Ramanna
- 1974: Alice Boner, Khushwant Singh
- 1975: Asima Chatterjee
- 1976: Harish-Chandra
- 1980: Sunil Gavaskar
- 1981: A. P. J. Abdul Kalam, Mrinal Sen
- 1982: S. Balachander
- 1983: Richard Attenborough, Rajkumar, Swraj Paul, K. G. Ramanathan, Kershasp Tehmurasp Satarawala
- 1984: Michael Ferreira, Sivaji Ganesan, Ishwari Prasad, Kanwar Natwar Singh, Vijay Tendulkar
- 1985: Gurbachan Singh Talib
- 1986: Sidney Dillon Ripley, Ela Bhatt
- 1987: Man Mohan Sharma, Nikhil Banerjee
- 1988: Kushok Bakula, A. Nageswara Rao
- 1989: Fenner Brockway, Girija Devi
- 1990: M. S. Narasimhan
- 1991: Ebrahim Alkazi, Dilip Kumar, Ram Narayan, Kapil Dev, Shyam Benegal
- 1992: Hariprasad Chaurasia, Anna Hazare, Naushad Ali
- 1998: U. R. Ananthamurthy, Sivaramakrishna Chandrasekhar, G. Madhavan Nair
- 1999: Ashok Kumar
- 2000: Ratan Tata, Rajinikanth, Braj Basi Lal
- 2001: Dev Anand, Viswanathan Anand, Amitabh Bachchan, Baldev Raj Chopra, Bhupen Hazarika, Rajendra Pachauri, Raj Reddy, L. Subramaniam
- 2002: Gary Ackerman, Anil Agarwal, Kumar Bhattacharyya, Shobha Gurtu, Zakir Hussain, B. K. S. Iyengar, Ismail Merchant, Frank Pallone, Maharaja Krishna Rasgotra, Nirmal Verma, Zohra Segal
- 2003: Herbert Fischer, Naseeruddin Shah
- 2004: Soumitra Chattopadhyay, Gulzar, Yoshirō Mori
- 2005: Yash Chopra, Manna Dey, Qurratulain Hyder, Shah Rukh Khan, Kiran Mazumdar-Shaw, Azim Premji
- 2006: P. Leela, Nandan Nilekani, Dušan Zbavitel, Kamleshwar Prasad Saxena, Vijaypat Singhania, Chiranjeevi, Lokesh Chandra
- 2007: Javed Akhtar, Indra Nooyi, V. S. Ramachandran, Ela Gandhi, Sunil Mittal, Bhikhu Parekh, Jeffrey Sachs
- 2008: Asis Datta, Meghnad Desai, Ravindra Kelekar, Dominique Lapierre, Shiv Nadar, Vikram Pandit, S. R. Srinivasa Varadhan, Sunita Lyn Williams, Juli Michailowitsch Woronzow, Ji Xianlin, Sushil Kumar Saxena
- 2009: Abhinav Bindra, Ramachandra Guha, Khalid Hameed, C. K. Prahalad, C. S. Seshadri, Thomas Kailath
- 2010: Aamir Khan, Sultan Khan, A. R. Rahman, Fareed Zakaria, Kushal Pal Singh
- 2011: Shashi Kapoor, Waheeda Rehman, Chanda Kochhar, Shyam Saran
- 2012: Shabana Azmi, Khaled Choudhury, Buddhadev Das Gupta, Dharmendra Singh Deol, T. V. Gopalkrishnan, Mira Nair, Anish Kapoor, Satya Narayan Goenka, P. Chandrasekhara Rao, George Yeo, B. Muthuraman, M. S. Raghunathan, Homi K. Bhabha, Ronen Sen, D. Ramanaidu
- 2013: Rahul Dravid, Mary Kom, Rajesh Khanna, Sharmila Tagore, Ashoke Sen, Jogesh Pati, Gayatri Chakravorty Spivak
- 2014: Leander Paes, Pullela Gopichand, Kamal Haasan, Anita Desai, K. Radhakrishnan, Dalveer Bhandari, Ruskin Bond
- 2015: Jahnu Barua, Manjul Bhargava, David Frawley, Bill Gates, Melinda Gates
- 2016: Anupam Kher, Udit Narayan, Saina Nehwal, Sania Mirza, Robert Blackwill, Pallonji Mistry
- 2017: Sharad Pawar, Murli Manohar Joshi, Ramachandra Rao, Vishwa Mohan Bhatt, Maha Chakri Sirindhorn
- 2018: Pankaj Advani, Philipose Mar Chrysostom, Mahendra Singh Dhoni, Alexander Kadakin, Ramachandran Nagaswamy, Laxman Pai, Arvind Parikh, Sharda Sinha